# Blohm & Voss BV 144
El Blohm & Voss BV 144 va ser un avió de passatgers dissenyat per Blohm & Voss durant la Segona Guerra Mundial amb la intenció que fos operatiu després de la guerra. El curs de la guerra va fer que s'abandonés el projecte. Només es van construir dos prototips per Breguet a França.

## Antecedents
El 1940, la companyia aèria Deutsche Luft Hansa va demanar a Blohm & Voss que dissenyés i construís un avió bimotor de passatgers per a introduir-lo després de la guerra en substitució del Junkers Ju 52/3m. Blohm & Voss van desenvolupar el BV 144. En aquell moment, la guerra anava a favor d'Alemanya i la planificació dels serveis de postguerra era raonable.
B&V no tenia capacitat de producció per a projectes civils destinats a un futur temps de pau, per la qual cosa Ernst Udet va suggerir que pogués ser construït per l'empresa francesa Breguet, amb seu a Bordeus, que en aquell moment no tenia treballs assignats pels ocupants alemanys.
Es van completar dos avions prop del final de la guerra, però aleshores Alemanya estava en retirada i abandonant precipitadament els prototips i els avions a mig construir. Almenys un dels prototips va rebre les insígnies de la Força Aèria Francesa. Es diu que durant un temps el president Charles de Gaulle el va utilitzar com a avió privat.

## Disseny
El BV 144 era un monoplà totalment metàl·lic de disseny convencional amb ales altes i amb cues bessones. Tenia una tripulació de tres i estava destinada a transportar de 18 a 23 passatgers.
Una característica única del BV 144 era l'ala d'incidència variable. El mecanisme de l'ala ja s'havia provat en l'hidroavió Blohm & Voss Ha 140. Un dispositiu electromecànic podia inclinar l'ala fins a 9 º al voltant de l'eix transversal. Això permetia mantenir l'avió recte durant l'enlairament i l'aterratge; un avantatge en la comoditat dels passatgers. A més, es va utilitzar un tren d'aterratge curt i retràctil en posició de tricicle, amb el qual l'aparell tenia relativament poca distància a terra que beneficiava l'embarcament dels passatgers.
El BV 144 estava alimentat per dos motors radials BMW 801 MA muntats a l'ala.